# چاک هیگل
چارلز تیموتی "چاک" هِیگل (به انگلیسی: Charles Timothy "Chuck" Hagel)، وزیر دفاع سابق ایالات متحده آمریکا است. وی که در هفت ژانویه ۲۰۱۳ از سوی اوباما به عنوان نامزد وزارت دفاع این کشور معرفی شد، پس از هفته‌ها مخالفت نمایندگان جمهوریخواه با رای ۵۸ به ۴۱ که به قول جان کورنین، (سناتور ایالت تگزاس) وی را تبدیل به وزیر دفاعی می‌کند که "ضعیفترین حمایتی را که یک نامزد وزارت دفاع در تاریخ معاصر داشته است و وی را در جایگاه خود کم اثر خواهد کرد" به این سمت منسوب شد.
چاک هیگل بین سال‌های ۱۹۹۷ تا ۲۰۰۹ سناتور ایالات متحده آمریکا از ایالت نبراسکا بود. وی در جنگ ویتنام حضور داشته و در دورانی که فرماندهی یک جوخه پیاده‌نظام را بر عهده داشت دو بار مدال پرپل هارت را دریافت کرد. وی همین‌طور مدال صلیب شجاعت ویتنام، مدال تقدیر ارتش و نشان پیاده‌نظام مبارز ایالات متحده را دریافت نموده است. او که عضو حزب جمهوری‌خواه این کشور است، اولین بار در سال ۱۹۹۶ با پیروزی در انتخابات، به مجلس سنا راه یافت. هیگل در سال ۲۰۰۲ برای بار دوم در انتخابات مجلس سنا به پیروزی دست یافت و سرانجام در سال ۲۰۰۸ فعالیت سیاسی وی در سنا به پایان رسید.
چاک هیگل در حال حاضر رئیس شورای آتلانتیک و نایب رئیس هیئت مشاوران اطلاعاتی رئیس‌جمهور نیز می‌باشد. وی همچنین پروفسور دانشکده روابط بین‌الملل ادموند ای. والش دانشگاه جرج‌تاون است.
در تاریخ ۳ آذر ۹۳ منابع آمریکایی اعلام کردند که چاک هیگل از مقام خود استعفا داده است. دلیل استعفای وی را دیدگاه‌های مخالف وی با باراک اوباما در خصوص لزوم سرنگونی حکومت بشار اسد دانسته‌اند.

## دیدگاه‌های سیاسی
چاک هیگل در طول دوران فعالیت‌های سیاسی خود، اظهارات و موضع‌گیری‌های متعددی در مورد ایران، اسرائیل و جنگ‌های افغانستان و عراق داشته که از وی چهره‌ای میانه‌رو، ضد جنگ، طرفدار گفتگو با ایران و معترض به قدرت لابی صهیونیستی در ایالات متحده ترسیم کرده‌است. اظهاراتی مانند "من یک سناتور آمریکایی هستم، نه یک سناتور اسرائیلی"، "لابی یهودی بسیاری را مرعوب کرده است"، مخالفت وی با تحریم‌های اقتصادی علیه ایران، مواضع او علیه همجنسگرایی همگی شرایط را برای پذیرش وی به عنوان وزیر دفاع ایالات متحده دشوار نمود.
وی اساساً با مداخله گری در سیاست خارجی مخالف است و همواره دربارهٔ توسل بزور در حل مسئله اتمی ایران نظر منفی داشته‌است به همین دلیل برخی تحلیلگران انتخاب او را به معنای دشوارتر شدن کار اسرائیل برای دریافت چراغ سبز آمریکا برای حمله به ایران توصیف کردند.
بعضی تحلیل‌گران انتخاب جان کری به عنوان وزیر خارجه به جای هیلاری کلینتون و چاک هیگل به عنوان وزیر دفاع آمریکا به جای لئون پانتا را نشانه‌ای از تغییر در سیاست خارجی آمریکا در قبال ایران قلمداد نموده‌اند.